# Ian Stokell
Ian Charles Stokell (* 1. Juni 1959 in London) ist ein britischer Sach- und Drehbuchautor.

## Leben
Ian Stokell wurde 1959 im Londoner Stadtteil Thornton Heath als Sohn von Charles und Doreen Stokell geboren. Im Jahr 1983 machte er einen Bachelor-Abschluss in Modern Arts an der Kingston University in London und 2004 einen Master-Abschluss in Physical Education an der California State University, Chico.
Von 1991 und 2001 war Stokell leitender Redakteur des Technologie-Newswires Newsbytes der Washington Post und schrieb mehr als 3.000 Artikel, von denen viele immer noch online verfügbar sind. Mit seinem Buch über das Fußballtraining mit dem Titel Coaching Women’s Soccer: A Revolutionary Approach To Putting The Play Back Into Practice, das 2002 bei McGraw-Hill und Contemporary Books erschien, schrieb Stokell, der selbst einen Trainerschein besitzt, einen Bestseller. Er ist auch Autor von Kurzgeschichten und Drehbüchern und auch als Singer-Songwriter tätig.
Stokell gründete gemeinsam mit Lesley Paterson eine Filmproduktionsfirma. Mit ihr schrieb er das Drehbuch für Edward Bergers Neuverfilmung des Romans Im Westen nichts Neues, die 2022 erschien. Der Film wurde bei der Oscarverleihung 2023 in neun Kategorien nominiert, darunter Stokell selbst in der Kategorie Bestes adaptiertes Drehbuch.

## Filmografie
- 2004: The Bike Ride (Kurzfilm)
- 2005: The Negotiation (Kurzfilm)
- 2013: Up and Down Rides: Double Peak (Kurzfilm)
- 2018: Life in an Instant: 8 Seconds (Kurzfilm)
- 2022: Im Westen nichts Neues

## Auszeichnungen
Alliance of Women Film Journalists Award
- 2023: Nominierung für das Beste adaptierte Drehbuch (Im Westen nichts Neues)[4]

British Academy Film Award
- 2023: Auszeichnung für das Beste adaptierte Drehbuch (Im Westen nichts Neues)

National Board of Review Award
- 2022: Auszeichnung für das Beste adaptierte Drehbuch (Im Westen nichts Neues)[5]

Oscar
- 2023: Nominierung für das Beste adaptierte Drehbuch (Im Westen nichts Neues)